# Conservatoire Léo Delibes
Le Conservatoire Léo Delibes a été inauguré en septembre 2009 à Clichy.

## Histoire
Le conservatoire est lauréat de l'équerre d'argent en 2009. Conçu par l'architecte Bernard Desmoulin, ce bâtiment est remarquable par sa gestion de la lumière et une prouesse technique liée à sa proximité avec le métro.

## Les formations
Le conservatoire comporte 34 salles sur une surface de 3 000 m2 et possède un auditorium de 230 places. Les formations sont consacrées à la musique, la danse et le théâtre.